# Jean Bart (Schiff, 1913)
Die Jean Bart war ein französisches Großlinienschiff der Courbet-Klasse. Benannt wurde sie nach dem flandrischen Freibeuter Jean Bart. Sie wurde am 5. Oktober 1910 auf Kiel gelegt und der Stapellauf erfolgte am 22. September 1911. Endgültig fertiggestellt wurde die Jean Bart am 15. Juli 1913.

## Erster Weltkrieg
Die Jean Bart verbrachte fast die gesamte Zeit des Ersten Weltkriegs in der Adria. Zu Beginn des Krieges gehörte das Schiff zu einer Kampfeinheit, die aus französischen Schiffen und einem Geschwader der Royal Navy bestand. Am 16. August 1914 war die Jean Bart beim Seegefecht vor Castellastua dabei, in dessen Verlauf der Kleine Kreuzer der k. u. k. Kriegsmarine Zenta sank. Bis zum Ende des Jahres hatte die Jean Bart die Aufgabe, Munitionstransporte für die montenegrinische Armee durchzuführen. Am 12. Dezember 1914 erhielt das Schiff einen Torpedotreffer, abgefeuert vom österreichisch-ungarischen U-Boot U 12, der die Jean Bart knapp vor der Munitionskammer traf. Das Schiff wurde schwer beschädigt, lief jedoch aus eigener Kraft bis nach Malta.
Nach einer langen Werftliegezeit blieb die Jean Bart im Mittelmeer und sicherte Geleitzüge zu den griechischen Inseln.

## Zwischenkriegszeit
Im April 1919 war das Schiff beim Beschuss der Festung von Sewastopol dabei. Während der Kampfhandlungen kam es zu einer Meuterei der Mannschaften, die aber niedergeschlagen wurde. 1920 kehrte die Jean Bart nach Toulon zurück und wurde in einer Werft mit einer teilweise neuen Bewaffnung ausgestattet. Zu Beginn der 1930er-Jahre wurde das Schiff als Kampfeinheit gestrichen und 1937 zum Ausbildungsschiff umgebaut. Im Hafen von Toulon diente sie als stationäres Schulschiff. Außerdem wurde sie in Océan umgetauft, um den Namen Jean Bart für das neue Schlachtschiff der Richelieu-Klasse frei zu haben.

## Zweiter Weltkrieg
1942 fiel die Océan in Saint-Mandrier-sur-Mer der Wehrmacht in die Hände. Die Deutschen verwendeten die Hulk als Zielschiff für Hohlladungs-Gefechtsköpfe. Am 7. März 1944 sank die Océan nach einem Luftangriff der Royal Air Force. Im Dezember 1945 wurde sie zum Abbruch verkauft und 1946/47 in Toulon abgewrackt.